# Charnchai Likhitchittha
Charnchai Likhitchittha  (25 de abril de 1946-18 de enero de 2017) fue un jurista tailandés.
Fue presidente de la Corte Suprema de Tailandia. Formó parte del Tribunal que determinó la invalidez de las elecciones del 2 de abril de 2006 que otorgaron el gobierno al Thaksin Shinawatra. Tras el golpe de Estado en Tailandia en 2006 fue uno de los nombres que se sopesó para ser nombrado primer ministro, pero finalmente el Consejo para la Reforma Democrática optó por el general Surayud Chulanont, que pasó a dirigir el gobierno del rey Bhumibol Adulyadej. Likhitchittha fue nombrado ministro de Justicia.